# Mesquita de Sidi Ramdan
Djamâa Sidi Ramdan (en àrab: جامع سيدي رمضان) o Djamâa Kasba El Kedima ('mesquita de l'antiga ciutadella') és una mesquita de la Casba d'Alger fundada pels zírides, que data d'època medieval. Datada del segle X o XI, sembla ser la mesquita més antiga d'Alger.
Probablement va canviar de nom al segle XVI, quan el nom de Mesquita de la Casba cau en desús i el substitueixen pel de Sidi Ramdan, un famós marabut de la ciutat.

## Arquitectura
Albert Delvoux en descriu l'arquitectura com a típicament amazic, amb un pesat minaret quadrat i teulades de doble vessant. Segons ell, però, no presenta pas cap qualitat ornamental particular i sembla prou sòbria. Aquesta mesquita correspon a l'entorn pobre i auster en què resava la població primigènia de la ciutat d'Alger.